# Монастырь Петковица
Монастырь Петковица (серб. Манастир Петковица) — монастырь Сремской епархии Сербской православной церкви на Фрушка-Горе, в автономном крае Воеводина, в Сербии. Находится между сел Дивоша и Шишатовац. Монастырь провозглашен памятником культуры республиканского значения в 1990 году.
Согласно преданию, монастырь основала Елена Штилянович, вдова деспота Стефана Штиляновича в 1-й четверти XVI столетия.
Первые письменные упоминания датируются 1566—1567 годы. Монастырская церковь сохранила первоначальный вид, однако деревянная колокольня во второй половине XVIII века была заменена на каменную. Церковь украшена фресками, созданными в 1588 году. Иконостас был создан в 1735 году, однако пострадал во время Второй мировой войны. В настоящее время монастырь обновлен, армейские инженерные подразделения проложили к нему дорогу.
В первой половине XX века в монастыре проживал епископ Вениамин (Федченков).